# Bornholms Tidende

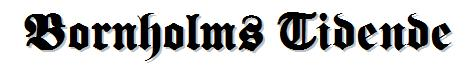
Bornholms Tidende

Bornholms Tidende, opgericht in 1866, is het enige Deense dagblad dat op Bornholm wordt uitgegeven. De oplage bedraagt 10.906 exemplaren maandag-zaterdag.
De krant was van meet af aan verbonden met de politieke partij Venstre, maar in 1881 werd Bornholms Tidende ook daadwerkelijk in een verkiezingscampagne gebruikt. Na 1900 steeg de oplage. De Sociaal-Democraten hadden ook hun eigen krant, Bornholmeren genaamd, die van 1920 tot en met 1994 werd uitgegeven. Bornholms Tidende was echter al in de jaren 50 de grootste van de twee. Sinds de opheffing van Bornholmeren in 1994 is Bornholms Tidende de enige uitgeverij met krant en weekbladen op Bornholm. Sinds 1 september 2001 is er echter concurrentie van de internetkrant bornholm.nu, die voor 100% door reclame-inkomsten wordt gefinancierd.
De naam van de krant is als enige in Denemarken in Gotische letters geschreven.
Lijst van alle dagbladen